# Pohlia crudoides
Pohlia crudoides là một loài Rêu trong họ Bryaceae. Loài này được (Sull. & Lesq.) Broth. miêu tả khoa học đầu tiên năm 1903.